# 生きてることってすばらしい
「生きてることってすばらしい」（いきてることってすばらしい）は、2002年10月30日にリリースされたくずの2ndシングル。

## 概要
ポニーキャニオンからの移籍第1弾シングル。プロモーションビデオにガレッジセールが泥棒役で登場している。

## 収録曲

### 通常盤
1. 生きてることってすばらしい
  - 作詞：ANIKI 作曲：ANIKI、編曲：小倉博和
2. サンタになれなかった夜
  - 作詞：ANIKI 作曲：ANIKI、編曲：小倉博和
3. 生きてることってすばらしい （Instrumental）
  - 作曲：ANIKI、編曲：小倉博和
4. サンタになれなかった夜 （Instrumental）
  - 作曲：ANIKI、編曲：小倉博和